# Músculo cardíaco
O músculo estriado cardíaco é o tipo de tecido muscular que forma as camadas musculares  do coração, conhecida por miocárdio. Também é chamado tecido muscular estriado cardíaco.
O coração é formado por três tipos principais de músculos:
- Ventricular, contrai de forma parecida com o músculo estriado, mas a duração de contração é maior.
- Atrial, contrai de forma parecida com o músculo estriado, mas a duração de contração é maior.
- Fibras musculares excitatórias e condutoras, só se contraem de modo mais fraco, pois contêm poucas fibrilas contráteis; ao contrário, apresentam ritmicidade e velocidade de condução variáveis, formando um sistema excitatório para o coração.

## Morfologia do tecido muscular cardíaco
As midias se dispõem lado a lado, juntando-se e separando-se entre si, através de "junções de abertura". Uma grande vantagem neste tipo de disposição de fibras é que o impulso, uma vez atingindo uma célula, passa com grande facilidade às outras. Este conjunto de fibras, unidas entre si, observadas em microscópio óptico, aparentemente forma um sincício, mas ao observar em um microscópio eletrônico, nota-se a formação de discos intercalares. Existem dois sincícios funcionais formando o coração:
- Sincício atrial
- Sincício ventricular

Os dois são separados por uma membrana de tecido fibroso. Isso possibilita que a contração nas fibras que compõem o sincício atrial ocorra em tempo diferente da que ocorre no sincício ventricular.
Isso ocorre para a perfeição do batimento cardíaco, ou seja, enquanto o átrio se contrai, denominado sístole o sangue é ejetado para o ventrículo, denominado diástole, e quando o átrio relaxa (diástole), o ventrículo se contrai (sístole) proporcionando assim o fechamento das válvulas e impulsionando o sangue para as artérias. Portanto, o "atraso" dos impulsos, ocasionado pela membrana de tecido fibroso entre átrios e ventrículos, causa diferença de contração entre eles. As contrações se caracterizam assim por ser rítmica, vigorosa e involuntária.

## Características que diferenciam músculo cardíaco emúsculo esquelético
- Os dois são estriados mas só o esquelético possui filamentos de actina e miosina que utilizam o mecanismo de "catraca".
- As fibras musculares cardíacas têm discos (membranas que delimitam a célula) intercalados entre uma fibra e outra, o que não acontece com as fibras musculares esqueléticas. Estes discos têm uma resistência elétrica muito pequena, o que permite que um potencial de ação percorra livremente entre as células musculares cardíacas.
- O músculo cardíaco possui contrações involuntárias, sendo controladas pelo sistema nervoso autônomo.[1]